# Anna Cassel
Anna Maria Augusta Cassel (Grythyttan, Comtat d'Örebro 15 de març de 1860 – Estocolm, 18 de febrer de 1937) va ser una artista sueca.
Va pintar sobretot paisatges de Norrland, Skåne, Västmanland i dels voltants d'Estocolm, fets a l'oli o al tremp, tot i que també produïa obres que a vegades fregaven l'abstracte, però que estaven dictades (o això creia ella) per forces ocultes. Solia titular les pintures només amb números. Dins les seves obres, destaquen les últimes (no del tot abstractes): una espècie de peix monstruós, núvols amb forma humana o creus amb símbols esotèrics.

## Biografia

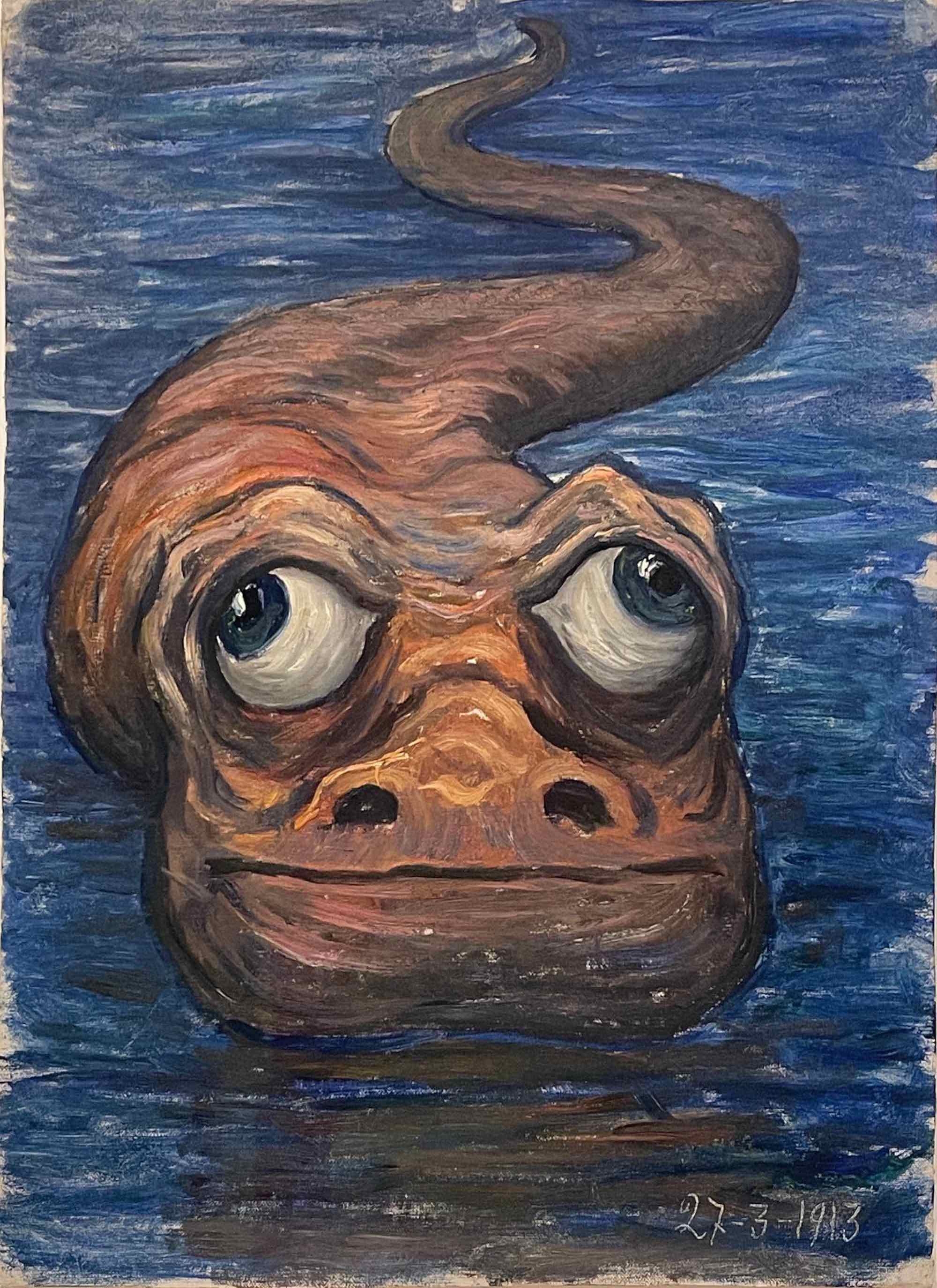
Pintura Núm. 7 - 1913 Oli sobre taula - 55 x 40 cm Stockholm, ubicada a la Fundació Hilma

Anna Cassel era filla de Per August Cassel i Josefina Ramberg, una familia adinerada. Vivia amb la seva mare i tres de les seves quatre germanes, Lotten, Emma i Elin a Engelbrektsgatan 31, a Estocolm.
Va formar-se a l'Escola Tècnica Artística (Tekniska Skolan, avui Konstfack) i a l'Acadèmia de Belles Arts (Konstakademien) d'Estocolm. Durant els seus estudis va conèixer l'artista Hilma af Klint. Les dues dones compartien un fort interès pel moviment espiritual i es van incorporar al cercle espiritual de la Societat Edelweissa (Edelweissförbundet) que era una associació religiosa sueca de caràcter ecumènic amb un nombre limitat de membres, que va influir en el seu interès per l'abstracció i el simbolisme en la pintura.

## De Fem
El 1896 Anna Cassel i Hilma af Klint van fundar el grup De Fem (Les cinc). Sigrid Hedman, Mathilda Nilsson i Cornelia Cederberg (germana de Mathilda Nilsson) eren altres tres membres del grup. Les cinc estaven interessades en l'espiritualitat i creien en la importància d'intentar contactar amb esperits superiors anomenats «Alts Mestres». A les sessions d'espiritualitat, el grup creia que podien comunicar-se amb éssers místics amb noms com Amaliel, Ananda i Gregor, que feien d'intermediaris dels Alts Mestres, mitjançant un psicògraf, un instrument per registrar escrits d'esperits o un mitjà de trànsit. Durant aquestes sessions, el grup es va inspirar per experimentar en la pintura i el dibuix automàtic, una tècnica que no era inusual en aquella època, que consistia a moure la mà automàticament; així, la voluntat conscient no dirigia el resultat que es desenvolupava sobre el paper i, en teoria, les autores es convertien en eines artístiques amb l'objectiu de transmetre idees espirituals i metafísiques. Aquesta tècnica, anomenada automatisme, va ser utilitzada una dècada més tard pels surrealistes.
El grup De Fem va deixar de reunir-se l'any 1907. Tanmateix, Cassel i algunes d'elles van col·laborar amb Hilma af Klint per a Målningarna till Templet (Pintures per al temple).
Anna Cassel també va ajudar econòmicament Hilma af Klint durant la major part de la seva vida. Entre altres coses, va finançar el nou estudi construït a l'illa Munsö, no gaire lluny d'Estocolm, que es va inaugurar el 1917, on es van guardar les pintures de Hilma af Klint quan va morir.
Anna Cassel va morir al 1937, a l'edat de 77 anys.